# Karl-Heinz Diehl
Karl-Heinz „Kalla“ Diehl (* 6. Februar 1944 in Bottrop; † 9. September 2020 in Osnabrück) war ein deutscher Fußballspieler.

## Werdegang
Der Abwehrspieler Karl-Heinz Diehl begann seine Karriere beim VfB 03 Bielefeld und wechselte im Jahre 1968 zum Regionalligisten VfL Osnabrück. Mit den Osnabrückern wurde Diehl dreimal in Folge Meister der Regionalliga Nord, scheiterte aber auch alle dreimal in der Aufstiegsrunde zur Bundesliga an Rot-Weiss Essen, Arminia Bielefeld bzw. dem VfL Bochum. Er absolvierte 60 Regionalligaspiele für Osnabrück und erzielte vier Tore sowie 14 Aufstiegsrundenspielen mit zwei Treffern. Im Sommer 1971 wechselte er zum TuS Haste 01 und spielte anschließend noch für TuRa Grönenberg Melle, kehrte zu seinem Heimatverein VfB 03 Bielefeld zurück und ließ seine Karriere beim Bünder SV ausklingen.
In der Saison 1975/76 nahm Diehl unter Trainer Friedhelm Holtgrave mit dem Bünder SV am DFB-Pokal teil. Nachdem in der ersten Hauptrunde der VfR Pforzheim im Wiederholungsspiel mit 2:1 (erstes Spiel endete 2:2 n. V.) besiegt wurde, hieß der nächste Gegner FC Bayern München. Dieses Spiel ging vor 20.000 Zuschauern im Herforder Jahnstadion mit 0:3 verloren. Ausschnitte der Partie wurden am Abend im aktuellen Sportstudio des ZDF gezeigt, während der spätere ARD-Sportschau-Moderator Heribert Faßbender die Partie live im Radio kommentierte.